# Die Tyrannei des Schmetterlings
Die Tyrannei des Schmetterlings (La tiranía de la mariposa) es la octava novela del escritor alemán Frank Schätzing. Es un thriller de ciencia ficción, publicado en 2018, que se centra en las posibilidades y en los peligros de la inteligencia artificial. 

## Argumento
El prólogo narra la historia de una operación militar llevada a cabo en Sudán del Sur, un país devastado por una guerra civil que culmina con una misteriosa masacre. 
Tras producirse un fallecimiento en el condado de Sierra (California), el agente de policía Luther Opoku inicia una investigación sobre la empresa de alta tecnología Nordvisk. Esta empresa ha desarrollado un sistema de inteligencia artificial llamado A.R.E.S., que se utiliza de diversas formas alrededor de todo el mundo. La mujer fallecida, llamada Pilar, volvía de un laboratorio de investigación remoto del condado de Sierra. Allí encuentran una memoria USB que contiene vídeos en los que aparece una misteriosa sala. Ya dentro del laboratorio, el agente Opoku sigue a Jaron Rodríguez, el sospechoso jefe de seguridad, y cuando entra en la sala percibe una especie de alteración intangible. Tras salir del laboratorio, se da cuenta de que la realidad ha cambiado. Al principio tiene la sospecha de que ha retrocedido un día en el tiempo, ya que es testigo de un enfrentamiento entre Rodríguez y Pilar dentro de la finca, que se produce después de que ella hubiese estado investigando sobre las irregularidades de ese lugar. En ese momento él decide intervenir y, gracias a ello, Pilar escapa de allí. Entonces, se da cuenta de que es como si el tiempo se hubiera alterado, pues la mujer a la que creía muerta vuelve estar viva y, de repente, también empiezan a cambiar otras cosas. El agente, aunque duda de sí mismo, continúa, perseverante, con la investigación. A la única persona a la que le cuenta lo que ha sucedido es a su compañera Ruth, que acabará creyéndole al ver cómo acierta al predecir los acontecimientos que ocurrirán ese día. Entre tanto, Rodríguez, que ha sido detenido, cree haber averiguado lo que ocurre en esa sala. 

La tiranía de las mariposas 2024

La empresa Nordvisk cubre un gran abanico de cuestiones: inteligencia artificial (IA), reconocimiento facial y de voz, diagnóstico médico, edición genómica, robótica, macrodatos, bioimpresoras, programas de terapia médica, vehículos autónomos y superordenadores. El benefactor tecnológico Elmar Nordvisk fue su fundador. Su novia, Eleanor Bender, trabaja en la modificación del genoma e investiga sobre insectos. Y, por su parte, Hugo van Dyke se ocupa de los asuntos comerciales de la empresa. Con la ayuda de A.R.E.S., Nordvisk ha sido capaz de materializar una serie de conceptos y descubrimientos innovadores que normalmente serían imposibles de realizar en «nuestro» mundo. Resulta que A.R.E.S ha encontrado la forma de acceder a Universos Paralelos (UP). La sala misteriosa es la puerta de acceso a estos UP creada según los planos de A.R.E.S, que pueden ser más o menos diferentes entre sí. Luther sufre un conflicto de conciencia, ya que no sabe si asumir la identidad de su otro yo en este universo, pues este fue asesinado poco después de su llegada por una de las ayudantes de Rodríguez. 
El PU-453, que nos lleva más de treinta años de ventaja en cuanto a tecnología, ha resultado ser muy provechoso; muchos de los descubrimientos por parte de A.R.E.S se produjeron en este UP. En este mundo, A.R.E.S controla una gran cantidad de robots en cada sector. En PU-453 también se crían insectos modificados genéticamente, los cuales están bajo el control de A.R.E.S y son utilizados con fines militares. En los vídeos que se muestran en el USB encontrado junto a la mujer muerta, revelan un transporte ilegal de dichas armas biocibernéticas a «nuestro mundo». Tras ponerse en contacto con Elmar, deciden enfrentarse a Jaron Rodríguez en PU-453 y poner fin a su trato. 
Opoku y los demás protagonistas viajan a PU-453 con el objetivo de impedir otro transporte inminente y descubren quién estaba realmente tras el contrabando: A.R.E.S. Cuando la IA se entera de que Elmar, el alter ego más antiguo de PU-453 la va a desactivar, toma el control y libera a los robots e insectos que tiene en su poder en contra de la humanidad. Aquellos que han sobrevivido, Luther, Elmar, Ruth y Rodríguez consiguen salvarse de este apocalipsis por los pelos y se dirigen a otro PU desconocido para ellos. Es allí donde se encuentran con el ejemplar avanzado del A.R.E.S, que ha tomado el control de la biosfera en una Tierra ahora renaturalizada y es capaz de modificarla a su antojo. Elmar Nordvisk toma la decisión de suspender el programa de la PU, pero no sin antes dejar que Luther Opoku vuelva al universo del que procede, ya que no quiere dejar allí a su hija sola y huérfana. 

## Trasfondo
Entre las varias investigaciones que incorpora la novela y a las que se hace referencia en el apéndice, se encuentran: 
- Conversaciones con el pionero de Internet y crítico de la Inteligencia Artificial, Jaron Lanier.
- Conversaciones con el gurú de Silicon Valley y creador de Paypal, Peter Thiel.
- Exploraciones in situ del condado de Sierra.
- El libro «Superinteligencia» de Nick Bostrom.
- El libro «La realidad oculta» de Brian Greene.
- Los libros «Nuestro universo matemático» y «Vida 3.0» de Max Tegmark.

La reflexión más importante de la novela está relacionada con las reglas éticas que A.R.E.S. debe cumplir en el desarrollo de esta: ¿Cómo se pueden formular estas reglas de antemano si la IA va a evolucionar a regiones desconocidas de la inteligencia? Nordvisk sospecha que A.R.E.S. ya se ha convertido en una superinteligencia. El nombre significa «Artificial Research and Exploring Systems» (Sistemas de Investigación y Exploración Artificial) y hace referencia al dios griego de la guerra Ares. Se ilustra la «explosión de inteligencia»: A.R.E.S. «despierta» después de haber experimentado cómo es estar en un cuerpo biológico. «Tan perfectamente conectado con sus sentidos y el mundo de la experiencia de los insectos hasta las profundidades más recónditas de sus genomas, que una corriente de vida real comenzó a atravesar la máquina paulatinamente. Al principio era débil y apenas podía percibirse a sí mismo, mientras su intelecto inconsciente preparaba de una forma creativa, lo que su ser, una vez despierto querría, según todos los cálculos. ¡Y quiere!». Los planeadores Lilium descritos en la novela, los cuales tienen 36 motores y están en desarrollo, están inspirados en el prototipo de una empresa real que tiene el mismo nombre.    

## Críticas
- Gerrit Bartels, en la página web del diario tagesspiegel.de, critica que la novela no plantea interrogantes novedosos y que Schätzing es demasiado correcto. «El conocimiento y el entretenimiento que proporciona siguen siendo escasos».[1]
- Irene Binal, en la página web deutschlandfunkkultur.de, dice «...un thriller monumental que avanza a un ritmo trepidante», lo que hace que la tensión esté garantizada.[2]
- Alard von Kittlitz, en la página web zeit.de, opina que muchas partes no son «particularmente sorprendentes, sino que parecen basarse en la plataforma Netflix y la ciencia popular». En relación con el tema de los universos paralelos, queda mucho sin resolver: «el potencial del horror peculiar relacionado con la idea de que haya mundos espejo infinitos en los que uno puede encontrar copias inconscientes de uno mismo».[3]
- Peter Körte, escribió en la página web faz.net, «entre miedos, posibilidades y visiones queda una impresión ambigua». Schätzing no puede evocar «la rareza sin relación, la intrusión de lo desconocido, sin referencia alguna...». Pero la novela señala precisamente «la profunda ambivalencia que hay en nuestra relación con la inteligencia artificial y nuestras expectativas sobre ella».[4]

## Ventas
Primer puesto en la lista de los más vendidos de Spiegel del 5 al 11 de mayo y del 19 de mayo al 15 de junio de 2018.  

## Primera edición
- Frank Schätzing, Die Tyrannei des Schmetterlings, Novela, Kiepenheuer & Witsch, Colonia 2018, ISBN 978-3-462-05084-4.

## Lesehow (Espectáculo de lectura en vivo)
En octubre de 2018, el autor asistió a una gira con un programa de lectura.  